# Manuel Álvarez Jiménez
Manuel Álvarez Jiménez (23. maj 1928 - 24. august 1998) var en chilensk fodboldspiller (forsvarer). Han spillede for Universidad Católica, som han vandt to chilenske mesterskaber med, og for Chiles landshold. Han var med i den chilenske trup til VM 1950 i Brasilien, og spillede alle holdets tre kampe i turneringen, hvor chilenerne blev slået ud efter det indledende gruppespil. Han deltog desuden i fem udgaver af de sydamerikanske mesterskaber i løbet af 1940'erne og 1950'erne.

## Titler
Primera División de Chile
- 1949 og 1954 med Universidad Católica